# Galina Fokina
| Posities op de WTA-ranglijst Positie per einde seizoen: \| jaar \| rang enkelspel \| rang dubbelspel \| \| ---- \| -------------- \| --------------- \| \| 1999 \| 444 \| – \| \| 2000 \| 359 \| 319 \| \| 2001 \| 219 \| 113 \| \| 2002 \| 210 \| 110 \| \| 2003 \| 194 \| 87 \| \| 2004 \| 316 \| 144 \| \| 2005 \| 699 \| 597 \| \| 2006 \| 538 \| 558 \| \| 2007 \| 553 \| 701 \| \| 2008 \| – \| 788 \| \| 2009 \| 483 \| 494 \| \| 2010 \| 738 \| 561 \| \| 2011 \| – \| 888 \| |                |                 |
| jaar | rang enkelspel | rang dubbelspel |
| 1999 | 444            | –               |
| 2000 | 359            | 319             |
| 2001 | 219            | 113             |
| 2002 | 210            | 110             |
| 2003 | 194            | 87              |
| 2004 | 316            | 144             |
| 2005 | 699            | 597             |
| 2006 | 538            | 558             |
| 2007 | 553            | 701             |
| 2008 | –              | 788             |
| 2009 | 483            | 494             |
| 2010 | 738            | 561             |
| 2011 | –              | 888             |

Galina Fokina (Moskou, 17 januari 1984) is een voormalig tennisspeelster uit Rusland. Fokina begon met tennis toen zij zes jaar oud was. Haar favoriete ondergrond is gravel. Zij speelt linkshandig en heeft een tweehandige backhand. Zij was actief in het proftennis van 1999 tot en met 2012.

## Loopbaan

### Enkelspel
Fokina debuteerde in 1999 op het ITF-toernooi van Wodonga (Australië). Zij stond in 2002 voor het eerst in een finale, op het ITF-toernooi van Redbridge (VK) – zij verloor van de Tsjechische Zuzana Ondrášková. In 2004 veroverde Fokina haar eerste titel, op het ITF-toernooi van Caïro (Egypte), door Française Pauline Parmentier te verslaan. In totaal won zij elf ITF-titels, de laatste in 2009 in Casablanca (Marokko).
In 2000 kwalificeerde Fokina zich voor het eerst voor een WTA-hoofdtoernooi, op het toernooi van Moskou. Haar beste resultaat op de WTA-toernooien is het bereiken van de tweede ronde op het WTA-toernooi van Moskou 2001, waar zij via een wildcard tot het hoofdtoernooi was toegelaten.
Haar hoogste notering op de WTA-ranglijst is de 168e plaats, die zij bereikte in mei 2002.

### Dubbelspel
Fokina behaalde in het dubbelspel betere resultaten dan in het enkelspel. Zij debuteerde in 1999 op het ITF-toernooi van Maribor (Slovenië), samen met de Duitse Carmen Linder. Zij stond in 2000 voor het eerst in een finale, op het ITF-toernooi van Moskou (Rusland), samen met landgenote Raisa Goerevitsj – hier veroverde zij haar eerste titel, door het duo Darija Koestova en Aleksandra Zerkalova te verslaan. In totaal won zij 24 ITF-titels, de laatste in 2010 in Ain Sukhna (Egypte).
In 2001 speelde Fokina voor het eerst op een WTA-hoofdtoernooi, op het toernooi van Bol, samen met Française Stéphanie Foretz. Zij bereikten er meteen de halve finale. Zij stond in 2002 voor de enige keer in een WTA-finale, op het toernooi van Tasjkent, samen met de Duitse Mia Buric – zij verloren van het koppel Tetjana Perebyjnis en Tatjana Poetsjek.
In 2002 had Fokina haar grandslamdebuut, op het Australian Open, samen met Wit-Russin Nadzeja Astrowskaja.
Haar beste resultaat op de grandslamtoernooien is het bereiken van de tweede ronde. Haar hoogste notering op de WTA-ranglijst is de 79e plaats, die zij bereikte in april 2002.

## Resultaten grandslamtoernooien
| Legenda | Legenda                          |
| ------- | -------------------------------- |
| g.t.    | geen toernooi gehouden           |
| l.c.    | lagere categorie                 |
| –       | niet deelgenomen                 |
| G       | uitgeschakeld in de groepsfase   |
| 1R      | uitgeschakeld in de eerste ronde |
| 2R      | uitgeschakeld in de tweede ronde |
| 3R      | uitgeschakeld in de derde ronde  |
| 4R      | uitgeschakeld in de vierde ronde |
| KF      | uitgeschakeld in de kwartfinale  |
| HF      | uitgeschakeld in de halve finale |
| F       | de finale verloren               |
| W       | het toernooi gewonnen            |
| w-v     | winst/verlies-balans             |

### Enkelspel
geen deelname

### Vrouwendubbelspel
| toernooi        | 2002 | 2003 | 2004 |
| --------------- | ---- | ---- | ---- |
| Australian Open | 2R   | 1R   | 1R   |
| Roland Garros   | 2R   | 1R   | 1R   |
| Wimbledon       | 1R   | –    | –    |
| US Open         | 1R   | –    | –    |

## Palmares
| Legenda                |
| ---------------------- |
| Grandslamtoernooi      |
| Olympische Spelen      |
| Year-End Championships |
| Tier I                 |
| Tier II                |
| Tier III               |
| Tier IV & V            |

### WTA-finaleplaatsen enkelspel
geen

### WTA-finaleplaatsen vrouwendubbelspel
| nr.              | finale     | toernooi     | ondergrond | partner   | tegenstandsters                     | score    |         |
| ---------------- | ---------- | ------------ | ---------- | --------- | ----------------------------------- | -------- | ------- |
| gewonnen finales |            |              |            |           |                                     |          |         |
| geen             |            |              |            |           |                                     |          |         |
| verloren finales |            |              |            |           |                                     |          |         |
| 1.               | 2002-06-16 | WTA Tasjkent | hardcourt  | Mia Buric | Tetjana Perebyjnis Tatjana Poetsjek | 5-7, 2-6 | details |